# Donja Jelenska
Donja Jelenska – wieś w Chorwacji, w żupanii sisacko-moslawińskiej, w gminie Popovača. W 2011 roku liczyła 78 mieszkańców.